# Villejuif - Paul Vaillant-Couturier metróállomás
A Villejuif - Paul Vaillant-Couturier egy metróállomás Franciaországban, Párizsban a párizsi metró 7-es metróvonalának déli ágán. Tulajdonosa és üzemeltetője a RATP.

## Metróvonalak
Az állomást az alábbi metróvonalak érintik:
- 7-es metróvonal

## Kapcsolódó állomások
A metróállomáshoz az alábbi állomások vannak a legközelebb:
- Villejuif – Louis Aragon (Villejuif – Louis Aragon, 7-es metróvonal)
- Villejuif – Léo Lagrange (La Courneuve – 8 Mai 1945, 7-es metróvonal)